# Meike Emonts
Meike Emonts (* 2. Mai 1991 in Trier) ist eine deutsche Reality-TV-Teilnehmerin und Moderatorin.

## Leben
Meike Emonts wurde in Trier geboren, wuchs im Dorf Jucken in der Eifel auf und lebt heute in Köln. Beruflich absolvierte sie eine Ausbildung zur Gesundheits- und Krankenpflegerin und eine Weiterbildung zur Qualitätsmanagerin im Gesundheitswesen durch ein Studium an der Hochschule Fresenius in Köln. Sie arbeitete in diesem Beruf in Köln.

## Fernsehauftritte
Ihren ersten Auftritt im Fernsehen hatte die damals 26-Jährige im Januar 2018 als Teilnehmerin der RTL-Sendung Der Bachelor (8. Staffel). In der vierten Entscheidungsrunde erhielt sie von Bachelor Daniel Völz keine Rose mehr und schied aus. 2019 nahm sie an der 2. Staffel des Formats Bachelor in Paradise ebenfalls bei RTL teil. 2021 nahm sie an der RTL-Show Temptation Island mit ihrem heutigen Ex-Partner Marcus Muth teil und darauf folgte die Teilnahme in der auf ProSieben ausgestrahlten Show Beauty & The Nerd. 2022 war sie gemeinsam mit ihrem früheren Lebensgefährten Marcus Muth in 1. Staffel des Formats Prominent getrennt – Die Villa der Verflossenen zu sehen. Das (Ex-)Paar gewann diese Show.
Im Januar 2023 war Meike Emonts erstmals als Moderatorin von TV-Shows zu sehen. Sie führte durch die deutsche Erstausstrahlung des Formats Dating Naked, das in elf Folgen in Thailand produziert wurde. Die Folgen wurden zunächst im Streaming-Dienst Paramount+ ausgestrahlt und später im Free-TV bei MTV Germany gezeigt. Außerdem war sie als Moderatorin der Reunion-Show des Reality-Formats Germany Shore tätig, die ebenfalls bei Paramount+ und MTV Germany ausgestrahlt wurde. 2024 war sie für die zweite Staffel von „Dating Naked“ als Moderatorin im Einsatz, die in Kolumbien produzierten Folgen liefen ab Juli im Streaming-Dienst Joyn.